# Кит-кар

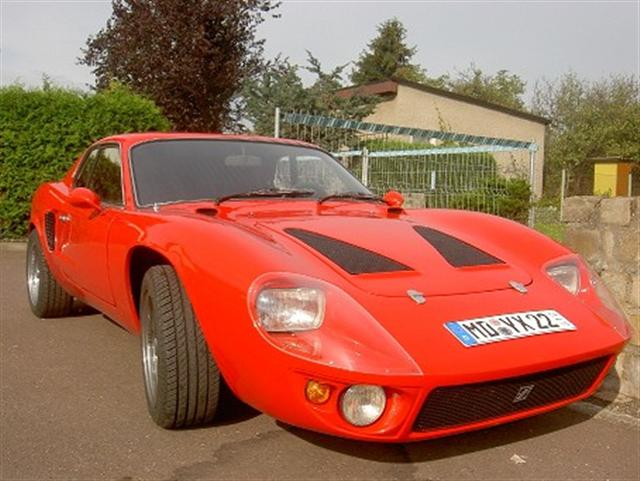
Fiberfab FT Bonito —  автомобильный набор на базе шасси VW Beetle.

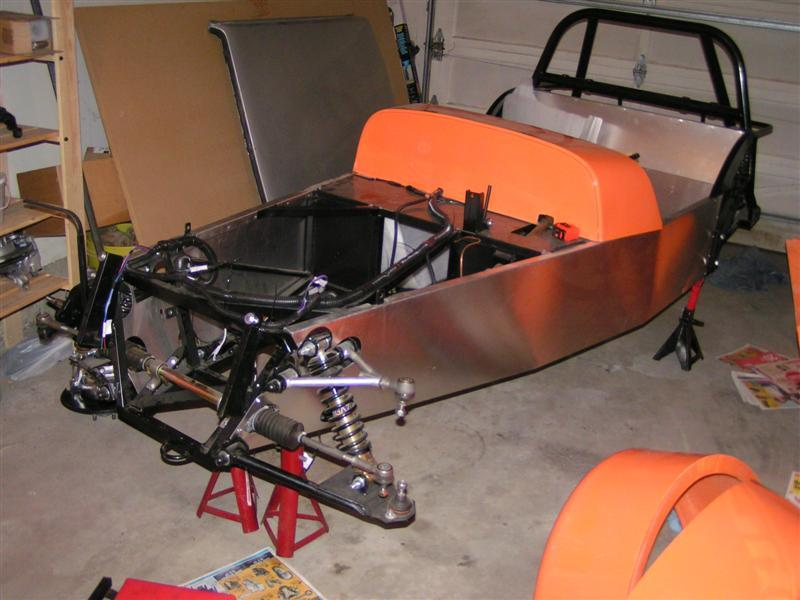
Рама и кузовные панели Locost.

Кит-кар (англ. Kit car), также — «автомобиль-конструктор», «компонентный автомобиль», — автомобиль, который продаётся в виде набора частей, которые покупатель может собрать в машину либо самостоятельно, либо полностью или частично поручить (заказать) это третьему лицу. Как правило, многие из основных узлов, такие как двигатель и трансмиссия, поставляются от транспортных средств-доноров или приобретаются у сторонних поставщиков запчастей. Наборы различаются по комплектации, начиная от мелочей, вроде инструкции, и заканчивая полным перечнем компонентов.

## Раллийный кит-кар
В середине 1990-х в раллийных соревнованиях был введён класс «кит-каров», когда каждый автопроизводитель мог делать «кит-кары» из семейства своих серийных моделей, с ежегодным тиражом не менее 25 тысяч экземпляров. При этом разрешалось строить всего 50 машин (с передним приводом и атмосферным двигателем рабочим объёмом не более 2000 куб.см), используя различные компоненты от серийных моделей и ряд стандартных спортивных узлов, разрешённых техкомиссией. Категория была названа F2 Kit Car и в 1993—1999 годах на машинах этого класса разыгрывался Кубок мира для двухлитровых автомобилей.

## Некоторые производители
- Apal
- Caterham Cars
- Ultima Sports
- Marlin Sports Cars Архивная копия от 28 июля 2013 на Wayback Machine
- factoryfive Архивная копия от 8 августа 2020 на Wayback Machine